# Startrecht
Das Startrecht ist ein Begriff aus dem Sport. Er bezeichnet für Sportler oder Mannschaften das allgemeine Recht zur Teilnahme an Wettkämpfen im Rahmen der Regelwerke einer Sportart beziehungsweise der entsprechend zuständigen Sportverbände. Oft ist das Startrecht an die Mitgliedschaft in einem Verein, der dem entsprechenden Sportverband untergeordnet ist, gebunden. Darüber hinaus können weitere Regeln gelten oder sogar zusätzliche Registrierungen wie beispielsweise im Schwimmsport nötig sein.
Außerdem gibt es in vielen Sportarten auch die Möglichkeit, dass sich mehrere Vereine in einer Startgemeinschaft oder Renngemeinschaften zusammenschließen. In diesen Fällen kann ein Sportler oft sein Startrecht für diesen Zusammenschluss ausüben.

## Startgemeinschaften
Eine Startgemeinschaft oder Renngemeinschaft bezeichnet den Zusammenschluss mehrerer Sportvereine. Startgemeinschaften werden in den Regelwerken meist wie gewöhnliche Vereine behandelt. Daher können Sportler für eine Startgemeinschaft ihr Startrecht erwerben. Sie sind im Allgemeinen keine eigenständigen eingetragenen Vereine, können aber dennoch ein eigenes Rechtssubjekt sein.
Gründe für Startgemeinschaften kann es oft geben, wenn in einer Stadt oder Region mehrere kleinere Vereine existieren, die zusammen eine stärkere Mannschaft bilden können.

## Zweitstartrecht
In der Regel erhalten Sportler in ihrer Sportart das Startrecht für einen Verein, in dem sie Mitglied sind. Dass man in mehreren Vereinen Mitglied sein kann, bedeutet jedoch nicht automatisch, dass ein Sportler für alle diese Vereine starten kann. Oft ist das nur für genau einen Verein beziehungsweise eine Startgemeinschaft möglich. Einige Sportverbände sehen in ihren Regelwerken unter gewissen Bedingungen ein Zweitstartrecht vor, das Sportlern erlaubt, auch für einen anderen Verein zu starten.

## Beispiele

### Schwimmen
Das Startrecht im Schwimmsport in Deutschland Regeln die Wettkampfbestimmungen (WB) des Deutschen Schwimmverbandes (DSV) im Allgemeinen Teil (WB-AT) und im Fachteil Schwimmen (WB-FT SW). Ein Sportler kann ein Startrecht für einen Verein oder seine Startgemeinschaft erwerben. Dazu muss er einmalig beim DSV registriert sein, damit dessen Regelwerke anerkennen und jährlich eine Lizenzgebühr zahlen (meist über seinen Verein). Mehrere Vereine können sich zu einer Startgemeinschaft zusammenschließen. Ein Schwimmer kann im Allgemeinen nur für einen Verein oder eine Startgemeinschaft sein Startrecht ausüben. Ein allgemeines Zweitstartrecht gibt es hier nicht (WB-AT §26 und WB-FT SW §142 (3)).

### Triathlon
Im Triathlon werden in Deutschland die Regeln in der Sportordnung (SpO) der Deutschen Triathlon Union festgelegt. Grundsätzlich ist hier jeder startberechtigt. Für gebührenpflichtige Wettkämpfe ist eine Wettkampflizenz (DTU-Startpass) nötig (SpO §43). Für die ersten beiden Bundesligen kann je Saison ein Zweitstartrecht für einen weiteren Verein als dem im Startpass registrierten (nach SpO §52) beantragt werden.